# ホルモン天ぷら
ホルモン天ぷら（ホルモンてんぷら）は、広島県広島市福島町・小河内町（現西区）エリアを発祥とするご当地グルメである。発祥は1960年代ともいわれる。
ホルモンを天ぷらとして提供するのは広島だけとされる。

## 概要
広島ではミノを「白肉」と呼び、「白肉の天ぷら」は広島っ子には古くからの人気のメニューで、中華料理店などでも「白肉の天ぷら」を出す店が今日でも数多くある。福島町界隈のお店は白肉だけでなく、チギモやオオビャク、ハチノス（第二胃袋）、ビチ（赤センマイ）、ガリ（気管）やフワ（ヤオギモ=肺）など、ホルモンの他の部位も出す店が多い。様々な部位の美味しさが「ぶちウマ」で味わえる。値段も安い。広島市民にとってはお馴染みのソウルフードである。
ホルモンは広義には家畜（牛、豚）の内臓肉全ての総称で、正式には「畜産副生物」といい、最近では「バラエティーミート」とも呼ばれる。狭義には食肉のうち小腸や大腸のことを指すが、ホルモン天ぷらの対象となるのは広義のホルモンである。通常のホルモンのように焼いて食べるのではなく、天ぷらにして粉唐辛子を大量に放り込んだ酢醤油に付けて食べる。意外に辛くないともいわれるが、広島は「日本のタイ」とも言われる知られざる激辛地帯である。衣がついているため、通常のホルモンが苦手な人でも食べやすいとされる。新鮮なホルモンを使用するため、ニオイも気にならない。また、多くの店でセルフカット方式を採用しており、かつては注文前からテーブルにまな板とプロ用の迫力ある包丁が備えてあったが、時代と共に家庭用の包丁やはさみ・トングに代わりつつある。包丁やはさみ、トングを使ってホルモン天ぷらを一口サイズに切って食べる。本来は店側で切って出してもよいが、自分の好きなタイミング・サイズでカットして食べるのが広島流で、これが醍醐味となっている。

## 歴史
かつて、広島市の福島町には食肉施設（広島市中央卸売市場）があり、独自の食肉文化が多数生まれ、施設で廃棄されていた内臓の肉を活用するために当地でホルモン料理店が軒を連ねるようになった。もともとは、広島市内でも福島町と近隣の都町、小河内町といった限られた地域でのみ食べられていた局所的なご当地グルメで、労働者の味として親しまれていた。ホルモンが広島で早くから食べられた理由については、ホルモンを好んで食べる街は労働者が多い街という共通点があり、軍都として栄えた広島は製造業が発展し、そこで働く労働者にとって安価でスタミナが付くホルモンが好まれたという説もある。こうしたホルモン料理店では、ホルモンを使って様々な料理が行われていたが、徐々に天ぷらが主流になっていった。天ぷらにした理由としては、見た目が苦手な人にも食べやすいように揚げた、柔らかく食べやすいように揚げたなど諸説あるが、福島町のホルモン料理店のひとつである「あきちゃん」のスタッフは、福島町のホルモン料理が天ぷらに特化していった理由はわからないとしつつも、客の評判が一番良かったからではないかと想像している。
戦後の食糧難の際、同地区を中心とした一般家庭にも拡がったとされる。近年メディアで取り上げられることも増え、21世紀になってから徐々に普及、知名度を上げた。エリア外でも提供する店舗が増加し、広島市民のソウルフードと呼ばれるようになった。広島県でも広島市のソウルフードと認定し、2015年の広島県観光キャンペーン「カンパイ！広島県」でも取り上げた。
広島にはホルモン関連として裏メニューといわれる「でんがく汁」や、ホルモンのおでん、ホルモンの刺身、ホルモンラーメン、ホルモンうどんなども大抵のお店にあり、新メニューも増えている。またホルモンを揚げて干したせんじがら（せんじ肉、せんじ揚げ）は、スナックや酒の肴として広島市周辺のコンビニやスーパーマーケット、駅の売店、高速道路のサービスエリアの他、関東や関西の一部コンビニでも入手可能で、ホルモン天ぷら同様に福島町界隈が発祥といわれる。

## アクセス
福島町エリアは、広島駅から宮島に広電（広島電鉄本線）で行く場合なら途中にある。観音町か福島町停留場下車。JRでは、山陽本線西広島駅で下車し、新己斐橋を渡れば歩ける距離。こちらの方が早い。近くには広島ラーメンの有名店「中華そば つばめ」や元祖はっさく大福「もち菓子のかしはら」などもある。

## 他県への波及
2021年には大阪の焼き肉店でもメニューに取り入れられるようになった。